# 国鉄5000形蒸気機関車

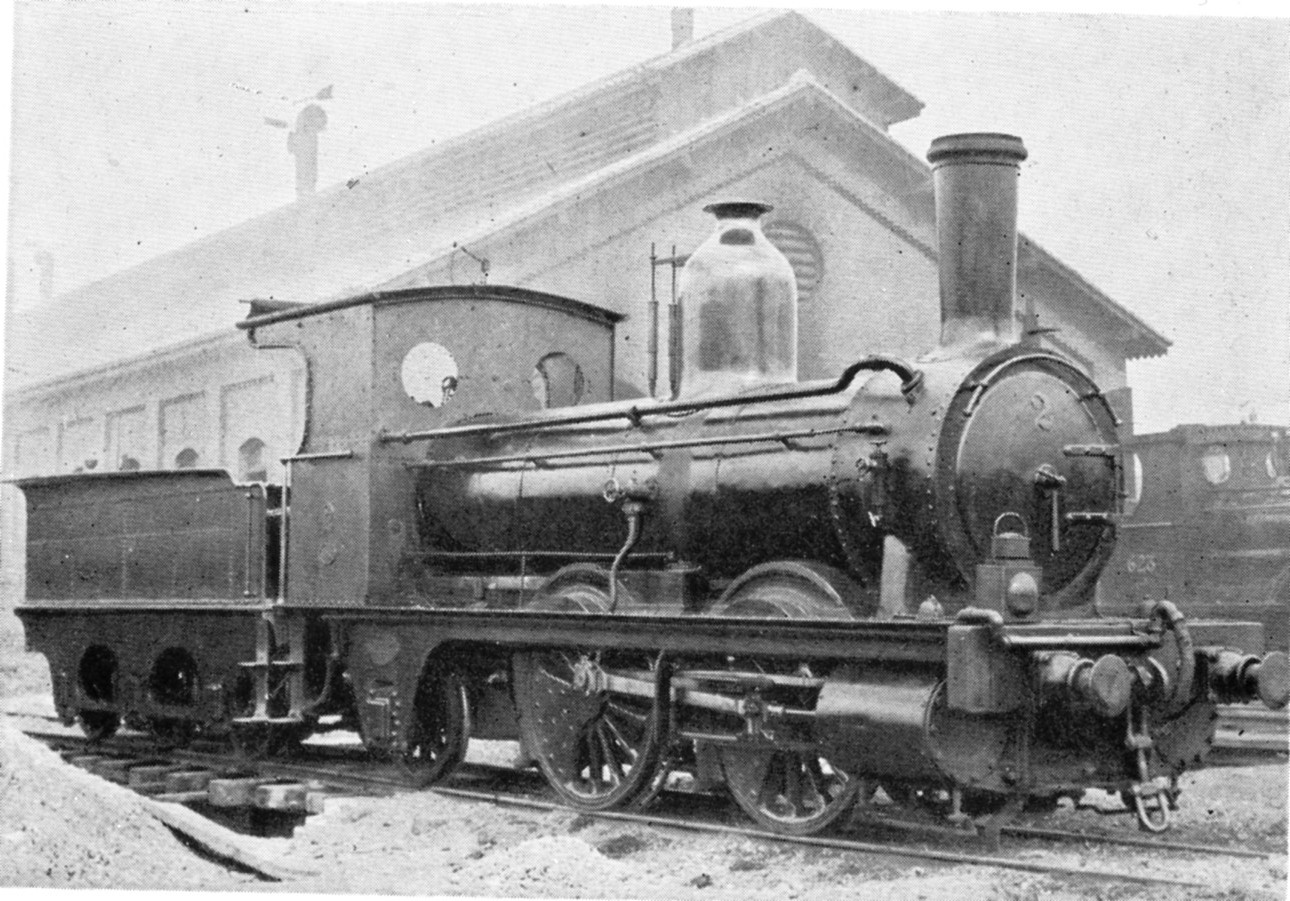
鉄道作業局 2（後の鉄道院5000）

5000形は、かつて日本国有鉄道の前身である鉄道院に所属した蒸気機関車である。
1872年（明治5年）、日本で最初の鉄道開業に際してイギリスから輸入された5形式10両と同時に発注された蒸気機関車で、日本初のテンダー式蒸気機関車である。2両が輸入された。1871年（明治4年）、シャープ・スチュアート社 (Sharp, Stewart & Co. Ltd.,) 製（製造番号2141, 2142）である。

## 構造
動輪直径は1,371mm (4ft6in)、車軸配置0-4-2(B1)で2気筒単式の飽和式テンダー機関車である。テンダー（炭水車）は3軸。弁装置はスチーブンソン式、安全弁はサルター式で、蒸気ドームがボイラー上に設けられている。
0-4-2(B1)という車軸配置のテンダー機関車は、日本の国有鉄道では本形式が唯一のもので、特殊なもののように見られがちであるが、イギリスを始めとするヨーロッパ諸国では、当時、客貨両用として普通に見られたもので、特段変わった軸配置というわけではない。ただ、先輪がないため、動輪タイヤの磨耗が激しく、1878年（明治11年）9月および1879年（明治12年）6月に早くもタイヤの交換を行っている。
当時の様式に則り、機関車本体にブレーキ装置は設置されず、テンダーのみに設けられていた。もし、機関車にブレーキをつけたならば、主連棒に大きな力がかかり、エンジン自身にそれに対抗する力が必要であると考えられていたためである。また、制動力によって車軸にねじり応力が発生することが懸念されていたのも理由である。
運転台は三方を囲ったもので、6, 7に似た、上部にRのついた長方形の窓が設けられていた。運転台は後に形状を変更され、窓周りがそれぞれ別の形状になっている。
従輪は、運転台下部に設けられており、車輪の外側の外板を下に延長する形の外側台枠となっており、外観上の特徴となっていた。砂箱は、ランボード上に第2動輪のスプラッシャー（泥よけ）に一体化される形で設置されている。

### 主要諸元
- 全長：13,221mm
- 全高：3,626mm
- 全幅：2,324mm
- 軌間：1,067mm
- 車軸配置：0-4-2(B1)
- 動輪直径：1,410mm
- 弁装置：スチーブンソン式基本型
- シリンダー（直径×行程）：381mm×559mm
- ボイラー圧力：9.8kg/cm2
- 火格子面積：1.19m2
- 全伝熱面積：75.5m2
  - 煙管蒸発伝熱面積：69.3m2
  - 火室蒸発伝熱面積：6.2m2
- ボイラー水容量： 2.19m3
- 小煙管（直径×長サ×数）：44.5mm×3,200mm×155本
- 機関車運転整備重量：26.19t
- 機関車空車重量：22.52t
- 機関車動輪上重量（運転整備時）：19.62t
- 機関車動輪軸重（第1動輪上）：10.07t
- 炭水車重量（運転整備時）：17.92t
- 炭水車重量（空車）：10.70t
- 水タンク容量：5.43m3
- 燃料積載量：1.52t
- 機関車性能
  - シリンダ引張力（0.85P）：4,790kg
- ブレーキ装置：手ブレーキ、反圧ブレーキ（後撤去）、真空ブレーキ（改装後）

## 運転・経歴
本形式は、同時発注されたタンク機関車10両とは異なり、西部地区（阪神間）開業用として発注された。そのため、直接神戸に陸揚げされたものと推定されている。来着した2両は、製番の順に東部地区用とは別体系でA, Bと名付けられた。その後、東部地区用と連番となる11, 12と改番されたが、その時期は不明である。
俗説として、京浜間鉄道開業時のお召列車を牽引したとも伝えられるが、これは誤りで、後の調査により、160形であったことが判明している。
1876年（明治9年）には、東部（京浜間）の機関車を奇数に、西部（阪神間）の機関車を偶数とする改番が実施され、11は4に、12は2に改められた。1894年（明治27年）にはO形に、1898年（明治31年）の鉄道作業局の形式分類ではD1形に類別された。
東海道線の全通までは、一貫して京阪神地区で使用されたが、後には、北陸線の今庄 - 富山間や中央線の名古屋 - 多治見間でも使用されたようである。
1909年（明治43年）、鉄道国有法の施行を受けて制定された形式称号規程による改番では、5000形と定められ、新番号は旧番号の順に5000, 5001となっている。このころは、中部鉄道管理局所管で、1910年（明治44年）に沼津で入換用に使用されているのが実見されている。
その後、1913年（大正2年）に5000は神戸に、5001は東京に移った。5001は1919年（大正8年）12月18日付けで廃車、解体されたが、5000は鉄道開業50周年の関係もあって日本初のテンダー機関車として保存が計画され、1921年（大正10年）11月25日付けで廃車となった。

## 保存
5000は廃車後、汐留駅構内に保管されたが、1923年（大正12年）に発生した関東大震災で被災し、焼損してしまった。その後、大井工場（現・東京総合車両センター）内の御料車庫付近にアプト式の3951（3950形）とともに放置され、荒廃していたが、戦時となった1939年から1940年頃に鉄材供出のため解体された。その際、サルター式安全弁付きの蒸気ドームは、1号機関車（150形）に取付けるため残されている。